# Virginitat
|  | Per a altres significats, vegeu «Virgo». |

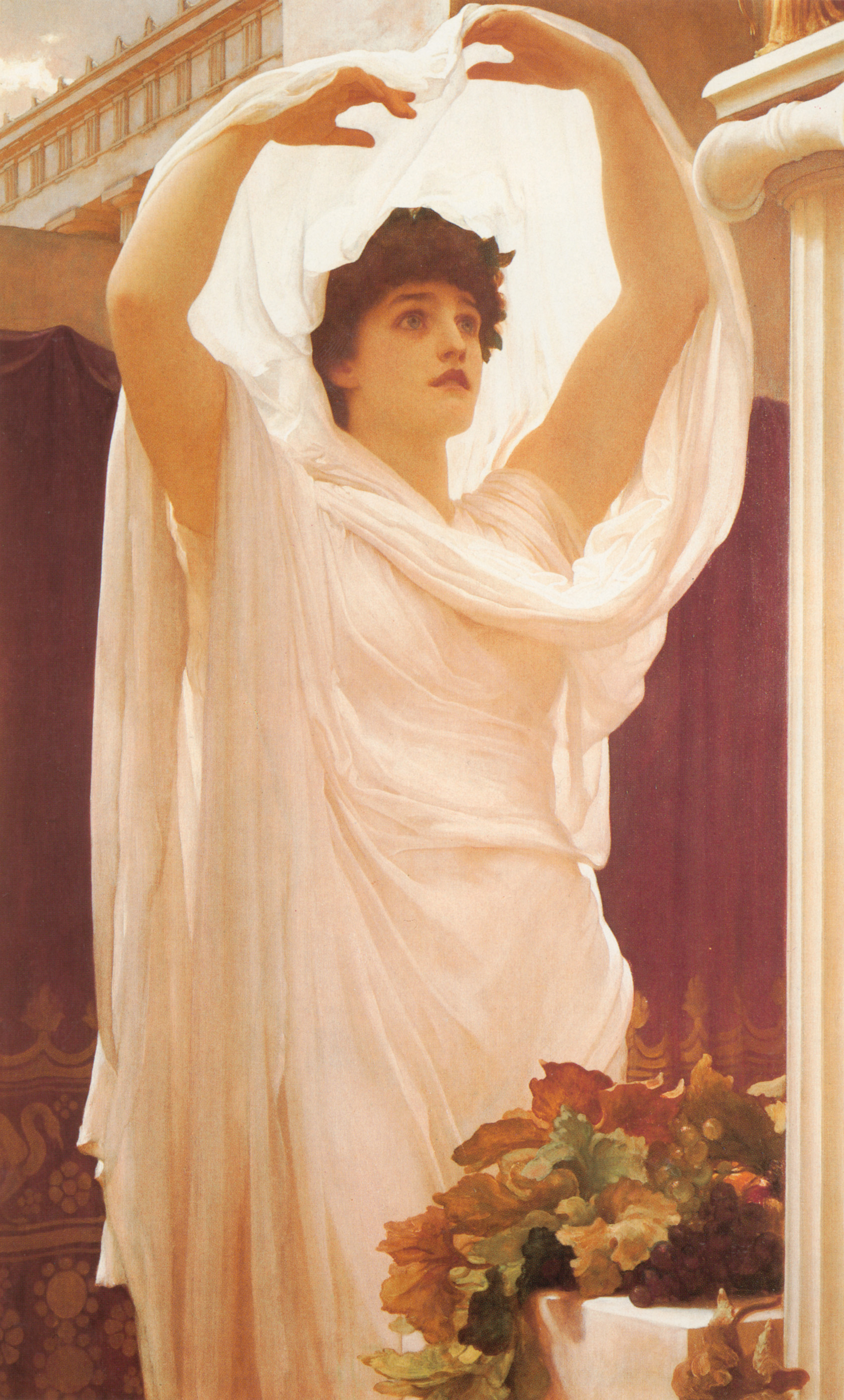
A l'antiga Roma, les verges vestals romanien en el celibat sota pena de mort

Virginitat és un terme emprat antigament com a sinònim de puresa i que actualment significa també nou, una cosa que encara no s'ha fet servir o una persona que encara no s'ha iniciat en quelcom. En el seu context més comú, fa referència a l'estat d'una persona que mai ha tingut cap relació sexual. Així, una persona que encara conserva la seva virginitat és descrita com a verge. Alternativament, el terme pot indicar una manca general d'experiència en altres activitats fora de l'àmbit de la sexualitat, com ara un programador que tot just comença a treballar amb un llenguatge de programació nou.
Aquesta paraula per a designar puresa es pot aplicar també com a descriptiu de qualitats en metalls i altres productes. Per exemple, l'oli d'oliva es pot descriure com a "verge" o "verge extra" si no conté cap oli refinat i essent el "verge extra" el de menor acidesa i, per tant, de més qualitat. També es pot parlar de llana "verge" referint-se a la que no porta barrejades cap mena de fibres artificials en la seva composició.
Semblantment, es parla de «neu verge» per referir-se a la neu que encara no ha trepitjat ningú, o de «selva verge» per un bosc que conserva tota la seva esplendor originària, sense rastres d'intervenció humana. I verge és també qualsevol suport electromagnètic on encara no s'hi hagi gravat res. Alguns còctels es poden descriure com a «verges» quan manquen de contingut alcohòlic.